# 藤崎町立藤崎小学校
藤崎町立藤崎小学校（ふじさきちょうりつ ふじさきしょうがっこう）は、青森県南津軽郡藤崎町にある公立小学校。

## 概要
- 本校は、藤崎町西村井地区にあり、藤崎町中心部の広範囲を学区[1]としている。主な進学先は、藤崎中学校。

## 沿革
- 1876年（明治9年）5月5日 - 「藤崎小学」として開校。
- 1879年（明治12年）1月13日 - 堰向地区に新校舎落成。
- 1884年（明治17年）12月11日 - 新校舎落成移転。
- 1887年（明治20年） - 藤崎尋常小学校に改称。
- 1898年（明治31年）4月1日 - 藤崎高等小学校を併合し、藤崎高等尋常小学校に改称。
- 1908年（明治41年）10月28日 - 西村井地区に校舎移転。
- 1923年（大正12年）5月20日 - 藤崎町立藤崎高等尋常小学校に改称。
- 1941年（昭和16年）4月1日 - 国民学校令により、藤崎国民学校に改称。
- 1947年（昭和22年）4月1日 - 学制改革（新学制施行）により、藤崎町立藤崎小学校に改称。同日から藤崎町立藤崎中学校併置。
- 1949年（昭和24年）10月20日 - 藤崎中学校校舎が独立移転。
- 1952年（昭和27年）11月27日 - 新校歌制定。
- 1963年（昭和38年） - 学校給食開始。
- 1964年（昭和39年）8月5日 - プールの修祓式と竣工式挙行。
- 1970年（昭和45年） - 校舎の新築工事開始。
- 1971年（昭和46年） - 第一期工事完了。
- 1972年（昭和47年）4月1日 - 新校舎にて授業開始。ただし、体育館はこの時点で完成せず、旧校舎の体育館を使用。
- 1973年（昭和48年）
  - 2月 - 体育館が完成。
  - 12月 - 落成式挙行[2]。
- 1974年（昭和49年）9月 - 創立100周年記念式典挙行。記念事業として、『藤崎小学校百年史』の編纂や顕彰碑・記念植樹・土俵・石橋文庫などを整備した[2]。
- 1976年（昭和51年）6月 - 給食の一部を米飯給食に変更。
- 2010年（平成22年）12月 - 屋内運動場改築工事[3]。
- 2013年（平成25年）11月30日 - 新校舎落成と創立140周年記念の両式典挙行[4]。

## 周辺
- 藤崎郵便局
- 藤崎町図書館大夢
- 日本キリスト教団藤崎教会
  - 学校法人藤崎キリスト教学園藤崎幼稚園 - 進級前幼稚園のひとつ
- JR五能線藤崎駅
- 鹿島神社

## アクセス
- JR五能線藤崎駅から約300m・徒歩5分。

## 参考資料
- 『藤崎町史 第三巻』328頁～329頁「第五章 町村合併以後 第七節 学校の動き 一   小学校」
- 『青森県教育史 別巻』783頁「学校沿革 小学校 藤崎小学校」